# Stropharia aeruginosa
Stropharia aeruginosa (Curtis) Quél., Mém. Soc. Émul. Montbéliard, Sér. 2 5: 141 (1872).

## Descrizione della specie
Cappello
Convesso o campanulato, poi piano e leggermente umbonato, azzurro-verdastro, glutinoso e con scaglie bianche; giallastro-pallido alla perdita delle scaglie e della glutina; 2–8 cm di diametro.
Lamelle
Bianco-grigie, poi bruno-violacee, con orlo bianco e adnate al gambo, con lamellule, rade.
Gambo
50-90 x 4–8 mm, biancastro, azzurrino, liscio, più o meno cilindrico; cosparso di piccole squamette biancastre.
Anello
Ampio, membranoso, caduco, spesso colorato superiormente da strie bruno-violacee per la caduta delle spore.
Carne
Blu-biancastra o bianca, inconsistente.
- Odore: di terra.
- Sapore: sgradevole.

Spore
Bruno-violacee in massa, ellittiche, 7-9,5 x 4-5,4 µm.

## Habitat
Cresce in estate-autunno, nei boschi, nelle brughiere e nei pascoli.

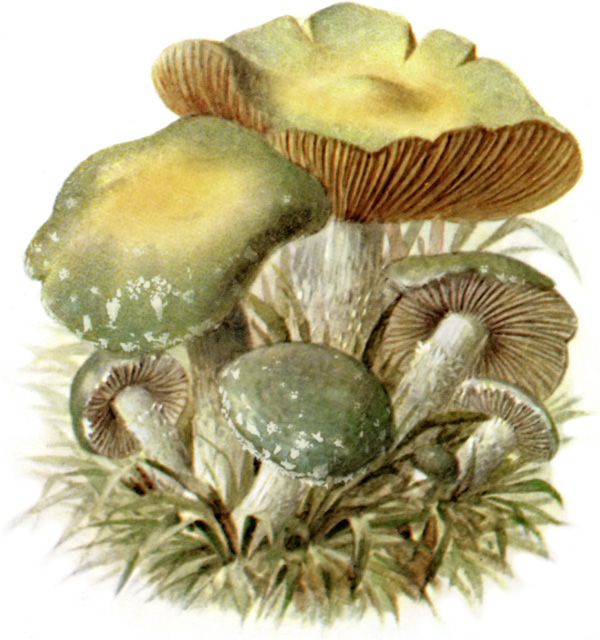
Illustrazione di S. aeruginosa

## Commestibilità
Non commestibile, sospetto;  comunque da rifiutare per le qualità organolettiche molto mediocri.

## Etimologia
Generedal latino stróphium = fascia pettorale, cioè con le fasce pettorali.
Speciedal latino aeruginosus = verderame, per il suo colore verdastro-azzurro.

## Specie simili
- Stropharia caerulea Kreisel, che però è priva di anello.

## Sinonimi e binomi obsoleti
- Agaricus aeruginosus Curtis, Fl. Londin. 2: tab. 210 (1786)
- Pratella aeruginosa (Curtis) Gray, A Natural Arrangement of British Plants (London) 1: 626 (1821)
- Psilocybe aeruginosa (Curtis) Noordel., Persoonia 16(1): 128 (1995)

## Galleria d'immagini

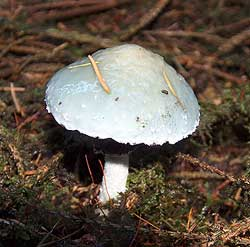
Stropharia aeruginosa
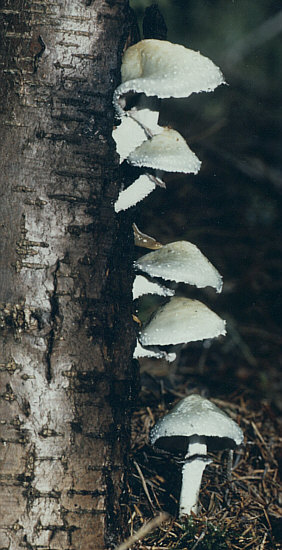
Stropharia aeruginosa